# Anomala quelparta
Anomala quelparta är en skalbaggsart som beskrevs av Okamoto 1924. Anomala quelparta ingår i släktet Anomala och familjen Rutelidae. Inga underarter finns listade i Catalogue of Life.